# Felipe Santana
Felipe Santana, född 17 mars 1986 i Rio Claro, är en brasiliansk fotbollsspelare. Hans position är försvarare. Han har under sin karriär bland annat spelat för ryska Kuban Krasnodar, Borussia Dortmund och Schalke 04.